# Комунікант
Комунікант (англ. Communicator) — особа, яка ініціює, проводить, підтримує або завершує процес спілкування (комунікації).

## Типи комунікантів
Комунікантами масової комунікації можуть виступати: професійні комуніканти або аматори організованого спілкування (не професійні), що стараються діяти за вимогами професійної комунікації. До комунікантів належать ті, мовці, які для спілкування використовують:
- мову або знакові системи, які засновані на основі мови: популяризатори, проповідники, ведучі, вихователі, речники влади, журналісти, публіцисти, іміджмейкери, піарники (фахівці зі зв'язків із громадськістю), прес-секретарі, агітатори, пропагандисти, рекламісти, учителі;
- парамовні зображальні засоби — мову жестів, рухи тіла, голос: співаки, танцівники, міми і т. д.;
- художні образи, та створені за допомогою уяви предмети: майстри народних ремесел, скульптори, художники та інші.

До професійних комунікантів відносяться й інші спеціалісти масової комунікації. Безперечно, комуніканти, що використовують художні образи та предмети є учасниками масового спілкування лише тоді, як вони користовуються створеними ними предметами для впливу на людей — на їхні почуття, свідомість.
Процес комунікації між професійним мовцем і комунікатом та аматором і тим же комунікатом відрізняється. У першому випадку спілкування матиме більшу осмисленість і виразність, будуть відсутні надмірні акти мовлення, відхилення від теми і таке інше; у другому випадку комунікаційний процес може бути підпорядкований асоціативній діяльності пам'яті, позначений надмірними мовними операціями.
Від професійних комунікантів залежить, якою буде масова комунікація, вони є визначальним чинником масового спілкування. Залежно від того, яку соціально-професійну функцію виконує комунікант — він популяризатор, журналіст, вихователь чи хтось інший, — таким буде спілкування за змістом і формою: різниця полягає в обраній темі для спілкування, форматі її подачі, відборі засобів комунікації тощо. Для професійних комунікантів мовлення здебільшого виступає самоціллю, а не способом досягнення цілей. Ця властивість є доволі суттєвою для осмислення поведінки професійних комунікантів.

## Соціально-психологічні фактори комуніканта
Виділяють такі соціально-психологічні фактори комунікантів:
- соціальний статус комуніканта,
- ступінь його професійності,
- ступінь загальної й когнітивної культури (освіченості),
- ступінь інтелектуального розвитку,
- психофізіологічний стан на час комунікації,
- емоційно-вольові риси,
- властивості поведінки тощо.

Малограмотний комунікант не може гарантувати високої результативності комунікаційного впливу на аудиторію. Особа, що поводить себе непристойно, не створить підстав довіри у співрозмовників і не забезпечить належного результату спілкування.
Важливе значення для масового спілкування має психологія мовця або ширше — психологія комуніканта. Мовець зобов'язаний вміти здійснювати масове комунікаційне навіювання, а в особливих ситуаціях — маніпулювання. Комунікант має слугувати «прикладом для наслідування», вміти співпереживати співрозмовнику, бути контактним, розпізнавати його почуття, психічний стан. Комунікант безперечно повинен вміти вести за собою публіку, мати якості лідера.
Комунікант є носієм активної ролі, осередком впливу, в той час як комунікат відіграє пасивну роль, є «споживачем» впливу, тобто комунікавтивним реципієнтом. До комунікантів відносять і так званих «лідерів думок», що є посередниками між прийомами комунікації й не надто активними членами спільноти.

## Мета та фактори діяльності комуніканта
Самоціллю діяльності комуніканта виступає професіональна масова комунікація, вона є метою його професійної діяльності.
Фактори діяльності комуніканта: мета (ціль), яку мовець адресує до аудиторії, що виникає з мотиву, сенсу та обставин спілкування. Ці чинники є чи не найвагомішими в системі факторів масової комунікації.
Основним чинником є комунікаційна мета (ціль) як прогнозований, уявний результат дії, який має бути здобуто, він зберігатиметься в пам'яті до того часу, поки істинний результат дії не утотожниться з уявним, тобто поки мети не буде досягнуто. Мету обирають не випадково. Кожна дія повинна мати мотив, має бути причина для спілкування.
Причиною може бути опредмечена потреба особистості, групи людей, народу тощо, задоволення якої є їхнім сенсом. Цю опредмечену потребу називають мотивом. Будь-який вчинок людини, викликаний мотивом і підпорядковується меті, відповідним чином має сенс, за умови, що мета викликана саме цим мотивом. Отже, сенс є співвідношенням мети до мотиву.
Якщо комунікаційна мета, що визначена журналістом, чи редактором не буде пов'язана з будь-яким актуальним суспільним мотивом, то журналістська праця не матиме очевидного сенсу і підготований матеріал буде або неадекватно сприйнятий і доступний, або взагалі відкинутий медіаспоживачем.